# Гамбийска мангуста
Гамбийска мангуста (Mungos gambianus) е вид бозайник от семейство Мангустови (Herpestidae).

## Разпространение и местообитание
Разпространен е в Гамбия, Гана, Гвинея, Гвинея-Бисау, Кот д'Ивоар, Нигерия, Сенегал, Сиера Леоне и Того.